# Perasia helvina
Perasia helvina là một loài bướm đêm trong họ Noctuidae.